# 张世臣
张世臣，河南新野人，明朝政治人物。

## 生平
张世臣1604年接替李官任崇明县知县一职，1609年由刘孔祺接任。